# هانی (خواننده، زاده ۲۰۰۴)
فام نوک هان (ویتنامی: Phạm Ngọc Hân; Vietnamese pronunciation:&nbsp;[fa:m˧˨ʔ ŋawk͡p̚˧˨ʔ hən˧˧]؛ زادهٔ ۶ اکتبر ۲۰۰۴) که بیشتر با نام هنری هانی (کره‌ای: 하니) شناخته می‌شود، خواننده و ترانه‌پرداز استرالیایی و ویتنامی ساکن کره جنوبی است. او یکی از اعضای گروه دخترانهٔ اهل کره جنوبی، نیوجینز است که در ژوئیه ۲۰۲۲ توسط ادور تشکیل شد.

## اوایل زندگی
هانی با نام تولد فام نوک هان در ۶ اکتبر ۲۰۰۴ در ملبورن، استرالیا از والدینی ویتنامی به دنیا آمد. قبل از تولد او، پدر و مادرش به استرالیا مهاجرت کردند، جایی که او تا قبل از نقل مکان به کره جنوبی، در آنجا زندگی می‌کرد.

## ترانه‌شناسی

### اعتبارات ترانه‌سرایی
اعتبارات برگرفته از انجمن کپی‌رایت موسیقی کره است، مگر اینکه خلاف آن ذکر شود.
| ترانه      | آرتیست  | نویسنده(ها)                        | آلبوم   | سال  |
| ---------- | ------- | ---------------------------------- | ------- | ---- |
| «Hype Boy» | نیوجینز | هانی گی‌گی Ylva Dimberg ۲۵۰         | نیوجینز | ۲۰۲۲ |
| «OMG»      | نیوجینز | هانی گی‌گی Ylva Dimberg پارک جین سو | OMG     | ۲۰۲۳ |

## ویدئوشناسی

### حضور در موزیک ویدئو
| سال  | عنوان       | آرتیست | منابع |
| ---- | ----------- | ------ | ----- |
| ۲۰۲۱ | «اجازه رقص» | بی‌تی‌اس | [ ۷ ] |